# Twogether (телепрограма)
Twogether (укр. Разом у двох) — південнокорейське пригодницьке телешоу, в якому виконавець Лі Син Ґі та актор Джаспер Лю подорожують по країнам Азії в пошуку своїх фанатів. Телешоу вийшло 26 червня 2020 року на Netflix.

## Опис
Південнокорейський виконавець Лі Син Ґі та тайванський актор Джаспер Лю подорожують по декільком країнах Азії (Джок'якарта і Балі в Індонезії, Бангкок і Чіангмай в Таїланді, Покхара і Катманду в Непалі) з метою знайти своїх фанатів. Фанати порекомендували відвідати певні місця, серед яких було обрано ті що найбільше підходять характерам Син Ґі і Джаспера. У цих місцях на них чекають завдання, після виконання яких вони отримують підказки, які допоможуть знайти їхніх фанатів.

## Акторський склад
- Лі Син Ґі
- Джаспер Лю

## Серії
| № серії | Назва серії | Оригінальна дата показу |
| --- | ----------- | ----------------------- |
| 1 | «Серія 1»   | 26 червня 2020          |
| Печери в Джок'якарта, Індонезія, запропонують дивовижні видовища та досвід в тюбінгу для нових приятелів, під час того, як вони шукатимуть підказки, що приведуть до їхнього фаната.          |             |                         |
| 2 | «Серія 2»   | 26 червня 2020          |
| Навчальний тур до Храмового комплексу Прамбанан закінчився запаморочливою вікториною. Після чого Син Ґі та Джаспер збирають натовп у той момент як вони грають в бадмінтон.                   |             |                         |
| 3 | «Серія 3»   | 26 червня 2020          |
| У сонячному Балі Джаспер займається дайвінгом з метою риболовлі з гарпуном, а у той час Син Ґі займається парапланеризм. А їхній день закінчується кількома уроками йоги, що не розслаблюють. |             |                         |
| 4 | «Серія 4»   | 26 червня 2020          |
| Граючи в ігри на метушливих вилицях і нічних крамниць в Бангкоку, Син Ґі і Джаспер зустрічають інших туристів, а також взяли участь у метанні сокир.                                          |             |                         |
| 5 | «Серія 5»   | 26 червня 2020          |
| Після дослідження плавального ринку Дамноен Садуак вони направляються до Чіангмаю, Таїланд, де змагаються між собою в перегонах на водних велосепедах.                                        |             |                         |
| 6 | «Серія 6»   | 26 червня 2020          |
| Під час того, як вони змагаються між собою, щоб знайти свого фаната в Чіангмаї, Син Ґі розуміє, що Джаспер навчився хитрувати так само, як і він.                                             |             |                         |
| 7 | «Серія 7»   | 26 червня 2020          |
| Погана погода загрожує успіху поїздки Син Ґі і Джаспера до Покхари, Непал, де вони плекають надії на те, щоб кинути погляд на величну гору Аннапурна.                                         |             |                         |
| 8 | «Серія 8»   | 26 червня 2020          |
| Друзі приземляються в історичному Катманду, Непал, де їх чекає фінальна пригода. Пізніше, вони сідають на водне таксі, що курсує по річці Хан в Сеулі, щоб знайти останнього фаната.          |             |                         |

## Відгуки
Джоел Келлер з Decider у своєму огляді зазначив, що хоча телешоу за своїм наповненням і графікою цілиться на корейську аудиторію, але в реальності телешоу зацікавить глобальну аудиторію, особливо, якщо глядач проявляє свою цікавість до подорожей в доковідний час, зацікавлений в гарних краєвидах та подобається спостерігати за старанням двох людей, які долаючи труднощі, прагнуть стати кращими друзями. А в підсумку оглядач додав, що телешоу має приємне поєднання гарних краєвидів та чарівних молодих зірок, а також те, що не має різниця чи глядач читає субтитри чи ні, але йому точно захочеться бути на місці Син Ґі і Джаспера.